# Église votive de Szeged
L'église votive (en hongrois : Fogadalmi templom), cathédrale Notre-Dame-des-Hongrois (Magyarok Nagyasszonya dóm) ou encore cathédrale de Szeged (szegedi dóm) est la cathédrale catholique de l'Église latine située à Szeged. Elle est le siège du diocèse de Szeged-Csanád dans le Sud de la Hongrie.

## Orgue
L'orgue principal de l'église, construit entre 1928 et 1930 par la fabrique d'orgues József Angster et Fils à Pécs, est une autre merveille. Initialement le plus grand orgue de Hongrie et le troisième plus grand d'Europe, il comporte 9 040 tuyaux avec 126 jeux, et fut complété plus tard par un orgue de chœur en 1931. Le son puissant de l'orgue remplit l'intérieur vaste, ajoutant à l'atmosphère majestueuse de l'église.

## Galerie

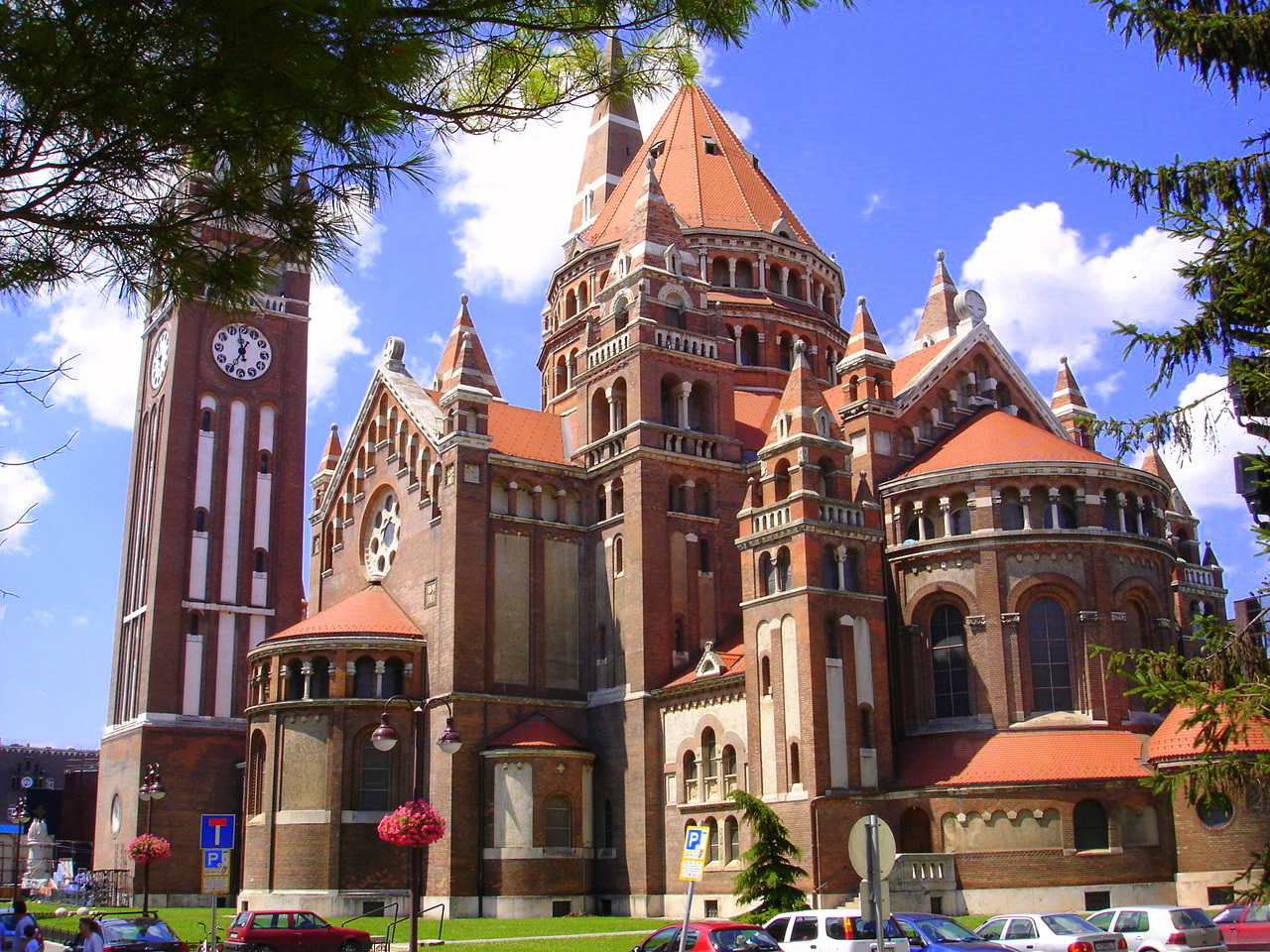
Vue générale avec le chevet.
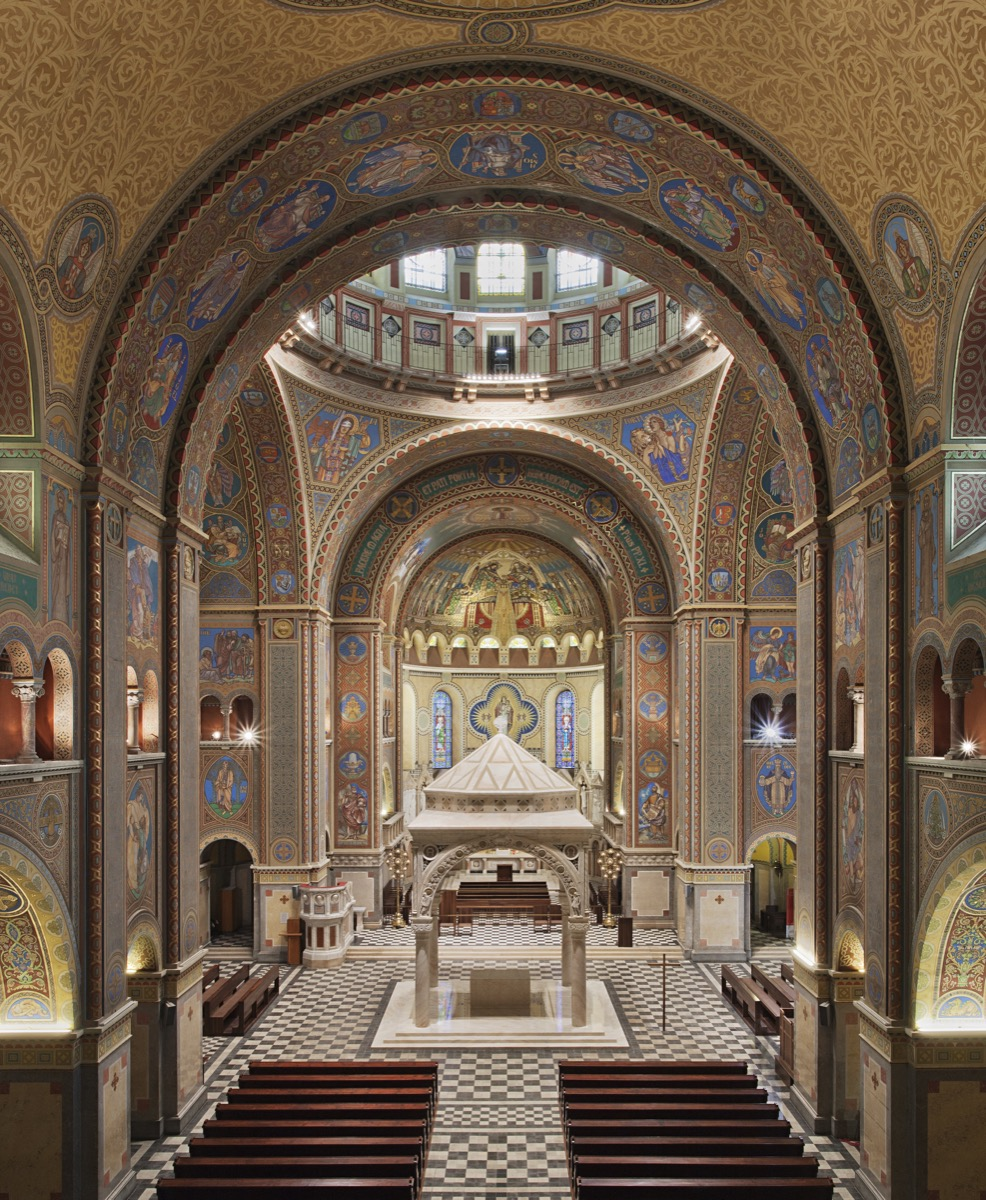
Le chœur avec le ciborium.
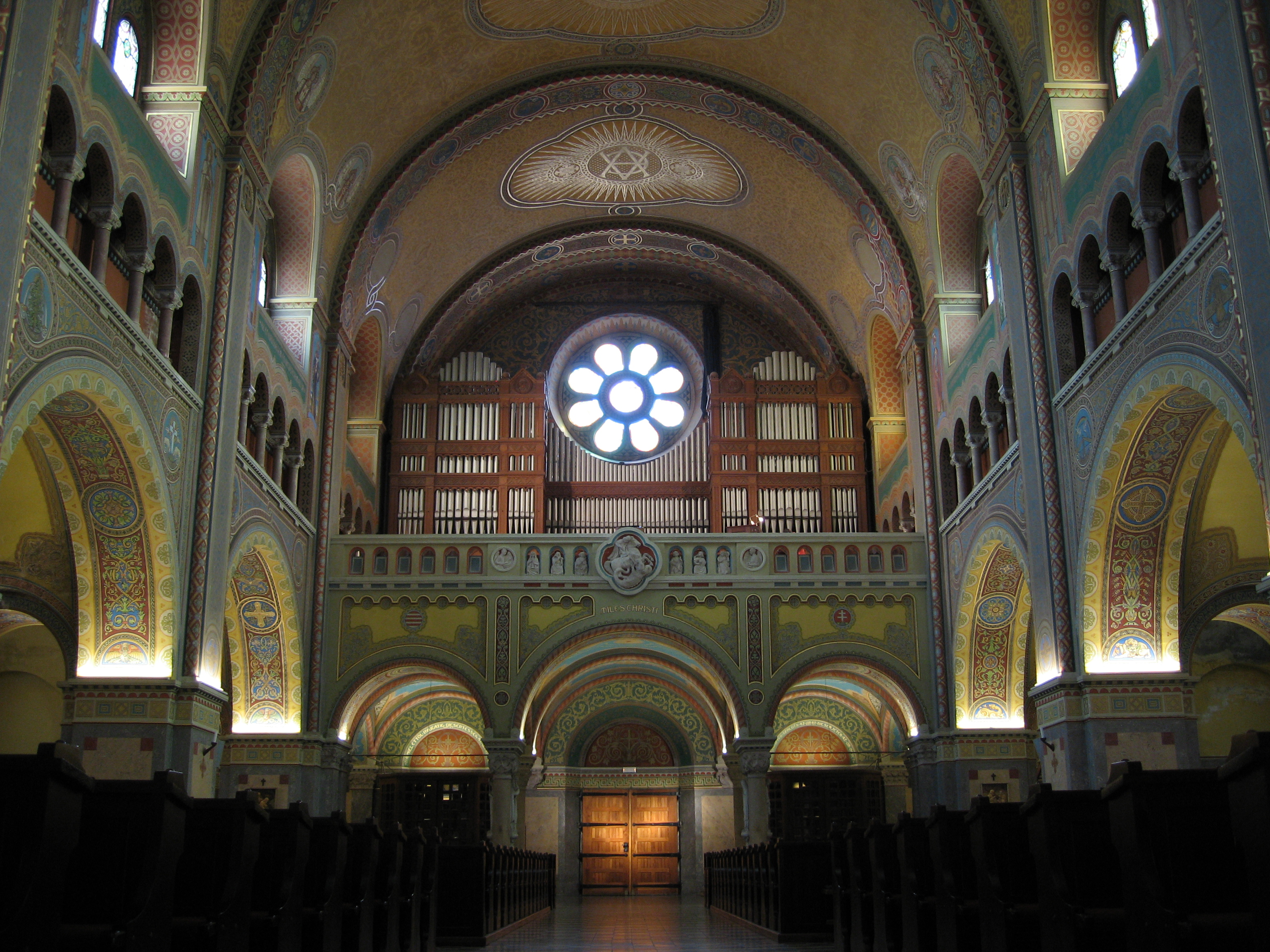
L'orgue.